# Démons et Chimères
Démons et chimères (幻影夢想, Geneimusō) est un manga de Natsuki Takaya en cinq volumes paru au Japon de 1994 à 1997.

## Synopsis
Deux adolescents réunis par la magie et l'amour aux prises avec un monde d'illusions. Tamaki Otaya, héritier d'une longue lignée d'exorcistes, vient en aide aux hommes et femmes possédés par l'esprit du mal. Une terrible mission qu'il tente d'assumer en dépit des souffrances qu'elle lui cause. Toujours présente à ses côtés, sa petite amie Asahi ignore encore qu'elle dispose elle aussi d'un don très particulier.

## Parution
Les cinq volumes sont parus au Japon, en France ils paraissent tous les deux mois depuis novembre 2007.
Volume 1 : paru le 14 novembre 2007  (ISBN 978-2-7560-0905-6)
Volume 2 : paru le 16 janvier 2008  (ISBN 978-2-7560-0922-3)
Volume 3 : paru le 12 mars 2008  (ISBN 978-2-7560-0923-0)
Volume 4 : paru le 14 mai 2008  (ISBN 978-2-7560-0924-7)
Volume 5 : paru le 16 juillet 2008  (ISBN 978-2-7560-0925-4)